# نادي نجوم الرياضة
جمعية نجوم الرياضة أو نجوم الرياضة للنساء، بالإنجليزية Stars Association for Sports أو اختصارا SAS، هي جمعية كرة قدم لبنانية نسائية مقرها في عاليه. تأسست في عام 2014 ، وتنافس في دوري كرة القدم اللبناني للسيدات.
فاز فريق جمعية النجوم الرياضية بثلاثة ألقاب في البطولة اللبنانية لكرة القدم للسيدات وكأسين لكرة القدم، إلى حدود معطيات 2019.

## لمحة تاريخية
تأسس فريق جمعية النجوم للرياضة النسوي في عام 2014، وشارك لأول مرة في موسم 2014-15، حيث فازت بالدوري والكأس في الموسم الأول الذي شارك فيه الفريق في البطلولة اللبنانية، حيث كانت بداية قوية ومنافس قوي في البطولة الوطنية النسوية للبنان.

## الألقاب والبطولات

### في البطولة اللبنانية لكرة القدم للسيدات
دوري كرة القدم اللبنانية للسيدات، هي البطولة الوطنية لكرة القدم النسائية في لبنان.
تدار البطولة من قبل الاتحاد اللبناني لكرة القدم، وقد كانت انطلاقتها الرسمية في ماي 2008، بمشاركة ستة فرق في ذلك الحين. وقد تأسست البطولة النسائية اللبنانية لكرة القدم بنظامها الحالي عام 2008، وهي تتكون حاليا إلى حدود معطيات 2019 من 13 ناديًا نسائيا لبنانيا. منذ انطلاق البطولة الوطنية اللبنانية النسوية سنة 2008، فازت فريق جمعية النجوم للرياضة بالدوري والكأس في الموسم الأول الذي شارك فيه في البطلولة الوطنية اللبنانية للسيدات.
| رقم البطولة. | الدورة | الفائز الرسمي        |
| ------------ | ------ | -------------------- |
| 7            | 2014   | جمعية النجوم للرياضة |
| ...          | 2015   | لم تنظم              |
| 8            | 2016   | جمعية النجوم للرياضة |
| 10           | 2018   | جمعية النجوم للرياضة |

### كأس اتحاد لبنان للسيدات
كأس لبنان للسيدات أو رسميا كأس الاتحاد اللبناني لكرة القدم للسيدات للسيدات (بالفرنسية: Coupe du Liban de football)‏، هي بطولة رسمية لكرة القدم في لبنان، من شقين كأس الاتحاد اللبناني للرجالالذي أسس سنة 1938. وكأس الاتحاد اللبناني للسيدات الذي بدأ سنة 2008، فاز فريق جمعية النجوم للرياضة للنساء بكأس الاتحاد اللبناني لكرة القدم للسيدات سنوات، وعلى غرار البطولة الوطنية فاز الفريق في أول مشاركة له في غماري البطولة والكأس بلقبي البطولة والكأس معا:
- 2014-2015
- 2019-2018